# Lang (Familienname)

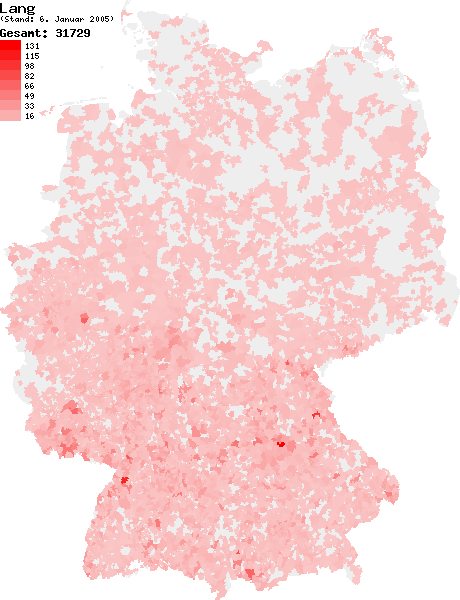
Verteilung des Namens in Deutschland (2005)

Lang (ⓘ) ist ein häufiger Familienname.

## Herkunft, Bedeutung und Verbreitung
Der Familienname Lang – von mittelhochdeutsch lanc bzw. mittelniederdeutsch lank – entstand aus dem Übernamen für einen großen Menschen. Er ist in Süddeutschland deutlich häufiger als in Norddeutschland, wo die Variante Lange vorherrscht.

## Varianten
- Lange, Langer, DeLange, Lång
- Ähnliche Namen: Langner, Langen

## Namensträger

### A
- Adam Lang (Politiker, 1818) (1818–1879), deutscher Politiker, MdL Bayern
- Adam Lang (Politiker, 1876) (1876–1965), deutscher Politiker (SPD), MdL Hessen
- Ádám Lang (* 1993), ungarischer Fußballspieler
- Ádám János Láng (1772–1847), ungarischer Schauspieler, Dramatiker und Übersetzer
- Adolf von Lang (1800–1873), österreichischer Feldmarschallleutnant
- Adolf Lang (Pädagoge) (1823–1897), österreichischer Pädagoge
- Adolf Láng (Architekt, 1848) (1848–1913), ungarischer Architekt
- Adolf Lang (Architekt, 1875) (Carl Adolf Lang; 1875–1950), Schweizer Architekt
- Adolf Ferenc Láng (1795–1863), ungarischer Botaniker und Pharmazeut
- Albert Lang (Orgelbauer) (1825–1903) deutscher Orgelbauer
- Albert Lang (Maler) (1847–1933), deutscher Maler und Grafiker
- Albert Lang (Theologe) (1890–1973), deutscher Theologe und Geistlicher
- Albert Lang (Regisseur) (* 1967), deutscher Theaterregisseur
- Albin Lang (1901–1984), deutscher Politiker, Oberbürgermeister von Landshut
- Alex Lang, schottischer Fußballspieler
- Alexander Lang (1941–2024), deutscher Regisseur und Schauspieler
- Alfred Lang (Geigenbauer) (1879–nach 1951), deutscher Geigenbauer
- Alfred Lang (Journalist) (1903–1963), deutscher Journalist
- Alfred Lang (Psychologe) (1935–2008), Schweizer Psychologe und Hochschullehrer
- Alfred Lang (Trompeter) (* 1968), österreichischer Trompeter und Komponist
- Alison Lang (* 1961), kanadische Basketballspielerin
- Allen Kim Lang (* 1928), US-amerikanischer Schriftsteller
- Alois Lang (Verwaltungsjurist) (1805–1851), deutscher Jurist und Verwaltungsbeamter
- Alois Lang (Historiker) (1866–1945), österreichischer Historiker
- Alois Lang (Politiker, 1925) (1925–2002), österreichischer Politiker (SPÖ)
- Alois Lang (Politiker, 1940) (1940–1994), deutscher Politiker, Oberbürgermeister von Ditzingen
- Alois Lang (Bildhauer) (* 1947), österreichischer Bildhauer
- Amei Lang (* 1944), deutsche Archäologin, Prähistorikerin und Hochschullehrerin
- Ana Lang (* 1946), Schweizer Schriftstellerin
- Andreas Lang (Abt) (um 1445–1502), deutscher Geistlicher, Abt in Bamberg
- Andreas Lang (Politiker) (1896–1948), deutscher Politiker
- Andreas Lang (Geograph) (* 1964), deutscher Geograph
- Andreas Lang, bekannt als Andy Lee Lang (* 1965), österreichischer Musiker
- Andreas Lang (Fußballspieler) (* 1969), österreichischer Fußballspieler
- Andreas Lang (Theologe) (* 1977), deutscher Theologe
- Andreas Lang (Curler) (* 1979), deutscher Curler
- Andreas Lang (Bassist) (* 1980), dänischer Jazzbassist
- Andreas Lang (Handballspieler) (* 1996), schwedischer Handballspieler
- Andrew Lang (1844–1912), britischer Schriftsteller
- Andrew Lang (Physiker) (1924–2008), britischer Physiker
- Andrew Lang (Basketballspieler) (* 1966), US-amerikanischer Basketballspieler
- Angelika Lang (* 1964), österreichische Radiomoderatorin
- Anna Lang (1911–2019), deutsche Weberin
- Anne-Christine Lang (* 1961), französische Politikerin
- Annika Lang, Ehename von Annika Becker (* 1981), deutsche Leichtathletin
- Anton Lang (Komponist), deutscher Pianist und Komponist
- Anton Lang (Textilfabrikant) (1820–1880), österreichischer Textilfabrikant
- Anton Lang (Politiker, 1848) (1848–1914), deutscher Guts- und Brauereibesitzer und Politiker (Zentrum)
- Anton Lang (Politiker, 1860) (1860–1931), deutscher Landwirt und Politiker (Zentrum)
- Anton Lang (Stadtbaumeister) (1860–1940), österreichischer Stadtbaumeister
- Anton Lang (Schauspieler) (1875–1938), deutscher Schauspieler und Künstler
- Anton Lang (Botaniker) (1913–1996), russisch-US-amerikanischer Botaniker
- Anton Lang (Politiker, 1959) (* 1959), österreichischer Politiker (SPÖ)
- Arend Lang (1909–1981), deutscher Mediziner und Kartograf
- Armin Lang (Produzent) (1928–1996), deutscher Fernsehproduzent und Synchronsprecher
- Armin Lang (Politiker) (* 1947), deutscher Politiker (SPD)
- Arno Lang (* 1933), deutscher Jurist, Richter am Bundesgerichtshof
- Arnold Lang (Redaktor) (1838–1896), Schweizer Redaktor, Herausgeber und Theaterautor
- Arnold Lang (Zoologe) (1855–1914), Schweizer Zoologe
- Attila E. Láng (1947–2023), österreich-ungarischer Theaterwissenschaftler, Dramaturg und Regisseur
- August Lang (Maler) (August Josef Martin Lang; 1839–1895), österreichischer Maler
- August Lang (Theologe) (1867–1945), deutscher Theologe
- August Lang (Architekt), österreichischer Architekt
- August Lang (Politiker) (1929–2004), deutscher Politiker (CSU)
- Augustin Lang (1869–1941), deutscher Geistlicher und Märtyrer

### B
- Benjamin Lang (Komponist) (* 1976), deutscher Komponist, Musikwissenschaftler und Dirigent
- Benjamin Lang (Ruderer) (* 1987), französischer Ruderer
- Benjamin Johnson Lang (1837–1909), US-amerikanischer Pianist, Organist, Dirigent und Komponist
- Bernd Lang (* 1950), deutscher Politiker (SPD)
- Bernhard Lang (Theologe, 1936), deutscher evangelischer Theologe
- Bernhard Lang (Theologe) (* 1946), deutscher katholischer Theologe
- Bernhard Lang (Komponist) (* 1957), österreichischer Komponist und Hochschullehrer
- Bernhard Lang (Photograph) (* 1970), deutscher Photograph
- Lang Bingyu (* 1981), chinesischer Eishockeyspieler
- Brent Lang (* 1968), US-amerikanischer Schwimmer
- Bruno Lang (Maler) (* 1936), Schweizer Maler und Grafiker
- Bruno Lang (Informatiker) (* vor 1967), deutscher Informatiker und Hochschullehrer

### C
- Callum Lang (* 1998), englischer Fußballspieler
- Candid Lang (1930–2006), Schweizer Fotograf
- Carl Lang (Schriftsteller) (1766–1822), deutscher Schriftsteller, Pädagoge und Kupferstecher
- Carl Lang (Oberamtmann) (1829–1870), badischer Oberamtmann
- Carl Lang (Meteorologe) (1849–1893), Direktor der Bayerischen Meteorologischen Zentralstation
- Carl Lang (Politiker) (* 1957), französischer Politiker
- Carl Emil Lang (1876–1963), Schweizer Verleger; Ehrendoktor der Universität Bern
- Carl Ludwig Lang (1916–1999), Schweizer Verleger
- Carl Theodor Friedrich von Lang (1801–nach 1882), württembergischer Oberamtmann
- Carlos Alvarado Lang (1905–1961), mexikanischer Grafiker
- Carsten Lang (* 1971), deutscher Eishockey- und Inline-Skaterhockeyspieler sowie Inline-Skaterhockey-Bundestrainer
- Charles Lang (1902–1998), US-amerikanischer Kameramann
- Chloe Lang (Autorin) (* 1962), US-amerikanische Autorin
- Chloe Lang (Schauspielerin) (* 2001), US-amerikanische Schauspielerin und Tänzerin
- Christa Lang (* 1943), deutsch-amerikanische Schauspielerin
- Christel Lang (* 1947), deutsche Tischtennisspielerin
- Christian Lang (Maler, 1953) (* 1953), deutscher Maler und Graphiker
- Christian Lang (Maler) (* 1972), deutscher Maler, Zeichner und Illustrator
- Christian Lang (Ingenieur) (* vor 1975), deutscher Ingenieur und Hochschullehrer für Baustatik und Tragwerksplanung
- Christian B. Lang  (* 1948), österreichischer Physiker und Hochschullehrer
- Christina Lang (* 1973), Schweizer Radiomoderatorin
- Christine Lang (* 1957), deutsche Mikrobiologin und Unternehmerin
- Christof Lang (* 1960), deutscher Fernsehjournalist und Moderator
- Christoph Lang (* 2002), österreichischer Fußballspieler
- Claudia Lang (* 1953), österreichische Autorin, Schauspielerin und Regisseurin
- Claus Lang-Koetz (* 1973), deutscher Ingenieur und Hochschullehrer für Nachhaltiges Technologie- und Innovationsmanagement
- Cosmo Gordon Lang (1864–1945), britischer Priester, Erzbischof von York und von Canterbury
- Czesław Lang (* 1955), polnischer Radrennfahrer

### D
- Daisy Lang (* 1972), bulgarische Boxerin
- Daniel Lang (Glasmaler) (1543–um 1605), Schweizer Glasmaler
- Daniel Lang (Journalist) (1913–1981), US-amerikanischer Journalist und Autor
- Daniel Lang (Politiker, 1919) (1919–1997), kanadischer Politiker
- Daniel Lang (Politiker, 1948) (* 1948), kanadischer Politiker
- Daniel Lang (* 1967), Schweizer Künstler; siehe Lang/Baumann
- Daniel Lang (Fechter) (* 1971), Schweizer Fechter
- Daniel Lang (Filmemacher) (* 1977), deutsch-britischer Filmemacher
- Daniel Lang (Fußballspieler) (* 1992), deutscher Fußballspieler
- Daniel J. Lang (* 1974), deutscher Ökologe und Hochschullehrer
- David Lang (* 1957), US-amerikanischer Komponist
- David Lång (* 1972), schwedischer Politiker der Sverigedemokraterna
- David Marshall Lang (1924–1991), britischer Historiker
- Declan Ronan Lang (* 1950), britischer Geistlicher, Bischof von Clanton
- Dennis Lang (* 1990), deutscher Fußballspieler
- Didier Lang (* 1970), französischer Fußballspieler
- Dietrich Lang (Politiker) (1917–2007), deutscher Politiker, Oberbürgermeister von Neu-Ulm
- Dietrich Lang-Hinrichsen (1902–1975), deutscher Rechtswissenschaftler, Hochschullehrer und Richter am Bundesgerichtshof
- Dirk Lang (* 1962), deutscher Künstler
- Don Lang (1925–1992), englischer Musiker
- Doreen Lang (1915–1999), australisch-amerikanische Schauspielerin

### E
- Eddie Lang (1902–1933), US-amerikanischer Jazz-Musiker
- Edmund Lang (1847–1914), deutscher Jurist und Beamter
- Eduard Lang (Mediziner) (1841–1916), österreichischer Dermatologe
- Eduard Lang (General) (1860–1935), deutscher Generalleutnant
- Eduard Lang (Schausteller) (1912–1995), österreichischer Schausteller und Verbandsfunktionär
- Elke Lang (1952–1998), deutsche Schauspielerin, Bühnenbildnerin und Regisseurin
- Ella von Lang (1841–1912), österreichische Malerin
- Elmy Lang (1921–2016), deutsche Schriftstellerin
- Emil Lang (Agrarwissenschaftler) (1883–1959), deutscher Agrarwissenschaftler und Agrarökonom
- Emil Lang (Jagdflieger) (1909–1944), deutscher Jagdflieger und Leichtathlet
- Eric Lang (Rennfahrer) (* 1962), US-amerikanischer Rennfahrer
- Eric Lang (Eishockeyspieler) (* 1975), US-amerikanischer Eishockeyspieler und -trainer
- Eric M. Lang (* 1972), kanadischer Spieleautor
- Erich Lang (1895–1940), deutscher Heimatdichter
- Erik-Roger Lang (* 1930), Schweizer Diplomat
- Erna Lang (geb. Demuth; 1892–1983), deutsche Politikerin
- Ernst Lang (Unternehmer, 1867) (Ernst Lang-Vallon; 1867–1921), Schweizer Unternehmer
- Ernst Lang (Unternehmer, 1889) (1889–??), österreichischer Unternehmer
- Ernst Lang (Maler), deutscher Maler
- Ernst Johann Benedikt Lang (1749–1785), deutscher Harfenist, Komponist und Musiklehrer
- Ernst Maria Lang (1916–2014), deutscher Karikaturist und Architekt
- Ernst Michael Lang (1913–2014), Schweizer Veterinärmediziner, Zoodirektor und Hochschullehrer
- Erwin Lang (Maler) (1886–1962), österreichischer Maler
- Erwin Lang (Politiker) (1924–2020), deutscher Pädagoge und Politiker (SPD)
- Erwin A. Lang (1908–1973), Schweizer Journalist und Politiker (KPS, SP)
- Eugen Lang (1881–1966), deutscher Winzer
- Eva Lang (* 1947), deutsche Ökonomin
- Ewald Lang (1942–2013), deutscher Linguist

### F
- Fanny Lang (1884–1944), deutsche römisch-katholische Märtyrerin jüdischer Herkunft
- Ferdinand Lang (Schauspieler) (1810–1882), deutscher Schauspieler
- Ferdinand Láng (1871–1952), ungarischer Archäologe, Historiker und Klassischer Philologe, siehe Nándor Láng
- Ferdinand Lang (Politiker, 1877) (1877–1945), deutscher Politiker (DNVP)
- Ferdinand Lang (Politiker, 1888) (1888–1959), deutscher Lehrer und Politiker (DV)
- Ferdinand Lang (Geistlicher) (1900–1960), deutscher Ordensgeistlicher und Autor
- Feline Lang (* 1974), deutsche Schauspielerin
- Florian Lang (* 1945), deutscher Mediziner und Physiologe
- Franz Lang (Jesuit) (1654–1725), deutscher Jesuit, Rhetoriker und Dramatiker
- Franz Lang (Historiker) (1848–1938), österreichischer Historiker
- Franz Lang (Politiker) (1871–1938), österreichischer Politiker (CSP), Landtagsabgeordneter
- Franz Lang (Erfinder) (1873–1956), deutscher Schlosser, Erfinder und Motorenbauer
- Franz Lang (Pfarrer) (1879–1973), deutscher Pfarrer
- Franz Lang (1901–1947), deutscher SS-Obersturmbannführer, siehe Rudolf Höß
- Franz Lang (Landrat) (1916–2017), deutscher Politiker
- Franz Lang (Schlagzeuger) (* 1956), deutscher Schlagzeuger
- Franz Lang (Polizist) (* 1958), österreichischer Polizist
- Franz Josef Lang (1894–1975), österreichischer Pathologe und Hochschullehrer
- Franz Joseph Lang (1751–1835), deutscher Hornist
- Franz-Paul Lang (1886–1968), deutscher Leichtathletikfunktionär
- Franz Peter Lang (* 1948), deutscher Ökonom
- Franz Thaddäus Lang (1693–1773), österreichischer Goldschmied
- Franz Xaver Lang (Medailleur) (1770–1847), österreichischer Medailleur und Münzgraveur
- Franz Xaver Lang (Fagottist) (1785–1853), deutscher Fagottist
- Franz Xaver Lang (Politiker) (1867–1934), deutscher Politiker (BVP)
- Franziska Lang (Schauspielerin) (1746–1800), deutsche Schauspielerin, Sängerin und Tänzerin
- Franziska Lang (Archäologin) (* 1959), deutsche Klassische Archäologin
- Franzl Lang (1930–2015), deutscher Sänger und Jodler
- Frederik Lang (* 1980), deutscher Filmhistoriker
- Frieder Lang (* 1950), deutscher Sänger (Tenor) und Hochschullehrer
- Frieder R. Lang (* 1962), deutscher Psychologe, Gerontologe und Hochschullehrer
- Friedrich Lang (Politiker, 1778) (1778–1859), deutscher Jurist und Politiker (Verden)
- Friedrich Lang (Politiker, 1785) (1785–1873), deutscher Gastwirt und Politiker (Nassau)
- Friedrich Lang (Politiker, 1822) (1822–1866), deutscher Jurist und Politiker (Nassau)
- Friedrich Lang (Architekt, 1852) (1852–1906), deutscher Architekt
- Friedrich Lang (Politiker, 1855) (1855–1932), deutscher Gastwirt und Politiker (Hessen)
- Friedrich Lang (Verleger) (1904–nach 1971), deutscher Verleger
- Friedrich Lang (Architekt, 1911) (1911–1978), österreichischer Architekt
- Friedrich Lang (Theologe) (1913–2004), deutscher Pfarrer und Theologe
- Friedrich Lang (Pilot) (1915–2003), deutscher Pilot
- Fritz Lang (Künstler, 1877) (1877–1961), deutscher Maler, Grafiker und Holzschneider
- Fritz Lang (1890–1976), österreichisch-deutsch-amerikanischer Filmregisseur, Drehbuchautor und Schauspieler
- Fritz Lang (Mediziner) (1902–1976), Schweizer Unfallmediziner
- Fritz Lang (Künstler, 1931) (1931–2023), deutscher Maler und Grafiker

### G
- Georg Lang, eigentlicher Name von Utto Lang (1806–1884), deutscher Ordensgeistlicher, Abt von Metten
- Georg Lang (Dichter) (Georg Ludwig Heinrich Lang; 1836–1920), deutscher Lehrer, Schriftsteller und Lieddichter
- Georg Lang (Schauspieler) (1839–1909), deutscher Schauspieler und Theaterdirektor
- Georg Lang (Maler, 1840) (1840–1900), deutscher Kirchenmaler
- Georg Lang (Gastwirt) (1866–1904), deutscher Gastwirt
- Georg Lang (Beamter) (1884–1944), deutscher Zeichner, Essayist und Finanzbeamter
- Georg Lang (Offizier) (1887–1940), deutscher Generalmajor
- Georg Lang (Maler, 1907) (1907–1989), deutscher Maler
- Georg Lang (Politiker) (1913–1965), deutscher Politiker (CSU)
- Georg Heinrich Lang (1740–1805/1806), deutscher Theologe, Geistlicher und Schriftsteller
- Georg Jacob Lang (1655–1740), deutscher Maler und Hochschullehrer
- George Lang (1924–2011), ungarisch-US-amerikanischer Gastronom
- Georges Lang, Schweizer Fußballspieler
- Gerd-Rüdiger Lang (1943–2023), deutscher Uhrmacher und Unternehmer
- Gerhard Lang (Verleger) (1881–1974), deutscher Buchhändler und Verleger
- Gerhard Lang (Biologe) (1924–2016), deutscher Geobotaniker
- Gerhard Lang (Politiker) (1931–2024), deutscher Politiker (SPD) und Autor, Erster Bürgermeister der Stadt Stuttgart
- Gerhard Lang (Musiker) (1931–2024), österreichischer Dirigent und Chorleiter
- Gerhard Lang (Bildhauer) (* 1963), deutscher Bühnenbildner, Bildhauer und Hochschullehrer
- Gerlinde Lang (1978–2021), österreichische Radiomoderatorin
- Gladys Engel Lang (1919–2016), US-amerikanische Soziologin und Kommunikationswissenschaftlerin
- Gordon Lang (* 1965), australischer Badmintonspieler
- Gottlieb Lang (1793–1859), deutscher Verwaltungsjurist
- Grega Lang (* 1981), slowenischer Skispringer
- Gregor Lang-Wojtasik (* 1968), deutscher Erziehungswissenschaftler und Hochschullehrer
- Günter Lang (Musiker) (* 1931), deutscher Pianist, Organist und Chorleiter
- Günter Lang (Mediziner) (1936–2018), deutscher Mediziner
- Günter Lang (Bildhauer) (* 1941), deutscher Bildhauer
- Günter Lang (Politiker) (* 1942), deutscher Verwaltungsfachwirt und Kommunalpolitiker
- Günter Lang (Designer) (* 1952), deutscher Porzellandesigner
- Günter Lang (Wirtschaftswissenschaftler) (* 1964), deutscher Wirtschaftswissenschaftler und Hochschullehrer
- Günter Lang (Rallyebeifahrer), österreichischer Rallyebeifahrer
- Günther Lang (* 1943), deutscher Archivar und Heimatforscher
- Gustav Lang (Bauingenieur) (1850–1915), deutscher Bauingenieur, Autor und Professor in Riga und Hannover
- Gustav A. Lang (Gustav Adolf Lang; Gustavo Lang; * 1933), Schweizer Historiker und Journalist
- Gustav E. Lang (Gustav Eugen Lang; 1866–1951), deutscher Historiker, Publizist und Gymnasiallehrer

### H
- Hannes Lang (* 1981), italienischer Regisseur
- Hanns Lang (1925–2013), deutscher Architekt
- Hans Lang (Agrarwissenschaftler) (1875–1915), deutscher Agrarwissenschaftler
- Hans Lang (Komponist, 1897) (1897–1968), deutscher Komponist und Musikpädagoge
- Hans Lang (Maler) (1898–1971), österreichischer Maler und Grafiker
- Hans Lang (Fußballspieler) (1899–1943), deutscher Fußballspieler
- Hans Lang (Maler, 1899) (1899–1975), Schweizer Maler, Grafiker und Illustrator
- Hans Lang (Architekt), deutscher Architekt
- Hans Lang (Komponist, 1908) (1908–1992), österreichischer Komponist
- Hans Lang (Eishockeyspieler) (1912–??), deutscher Eishockeyspieler
- Hans Lang (Maler, 1914) (1914–1986), Schweizer Maler
- Hans Lang (Uhrmacher) (1924–2013), deutscher Uhrmacher
- Hans Caspar Lang der Ältere (1571–1645), Schweizer Maler, Illustrator und Politiker, Bürgermeister von Schaffhausen
- Hans Caspar Lang der Jüngere (1599–1649), Schweizer Flach- und Glasmaler
- Hans-Joachim Lang (Amerikanist) (1921–2006), deutscher Literaturwissenschaftler
- Hans-Joachim Lang (Germanist) (* 1951), deutscher Journalist und Historiker
- Hans-Jürgen Lang (1929–2017), Schweizer Bauingenieur und Hochschullehrer
- Hans-Peter Lang (* 1948), Schweizer Sozialunternehmer
- Hansi Lang (1955–2008), österreichischer Sänger und Schauspieler
- Hans-Werner Lang (* 1947), deutscher Fußballspieler
- Hartmut Lang (* 1943), deutscher Ethnologe
- Hauke Lang (* 1963), deutscher Chirurg und Hochschullehrer
- Hedi Lang (1931–2004), Schweizer Politikerin
- Heidi Lambert-Lang (1937–2023), deutsche Juristin
- Heidy Lang-Iten (1962–2022), Schweizer Politikerin der FDP
- Heike Mayr-Lang (* 1972), deutsche Wirtschaftsmathematikerin und Hochschullehrerin
- Heinrich Lang (Maler, 1810) (1810–1859), deutscher Maler
- Heinrich Lang (Politiker, 1818) (1818–1887), deutscher Politiker (NLP), MdL Baden
- Heinrich Lang (Architekt) (1824–1893), deutscher Architekt
- Heinrich Lang (Theologe) (1826–1876), deutsch-schweizerischer Pfarrer und Theologe
- Heinrich Lang (Maler, 1838) (1838–1891), deutscher Maler
- Heinrich Lang (Musiker) (1858–1919), deutscher Organist, Chorleiter und Komponist
- Heinrich Lang, Pseudonym von Heinrich Hellmann (Schauspieler) (1875–1929), österreichischer Schauspieler
- Heinrich Lang (Landrat) (1911–nach 1973), deutscher Politiker (SPD), Landrat von Naila
- Heinrich Lang (Rechtswissenschaftler) (* 1955), deutscher Rechtswissenschaftler und Hochschullehrer
- Heinrich Lang (Chemiker) (* 1956), deutscher Chemiker und Hochschullehrer
- Heinrich Lang (Historiker) (* 1969), deutscher Historiker und Hochschullehrer
- Heinrich Gottlob Lang (1739–1809), deutscher Entomologe
- Heinwig Lang (* 1935), deutscher Ingenieur
- Heinz Lang (1885–1904), österreichisches literarisches Vorbild für Arthur Schnitzlers Drama Das Wort
- Helene Lang, Geburtsname von Helene Anton (1859–1931), deutsche Schriftstellerin
- Helene Lang (Maskenbildnerin) (* 1976), österreichische Maskenbildnerin
- Helge Lang (1952–2015), deutscher Schauspieler
- Helmut Lang (Grafiker) (1924–2014), deutscher Grafiker
- Helmut Lang (Leichtathlet) (* 1940), österreichischer Sprinter
- Helmut Lang (* 1956), österreichischer Modedesigner
- Henri Lang (1895–1942), französischer Ingenieur und NS-Opfer
- Henry Roseman Lang (1853–1934), US-amerikanischer Romanist und Hispanist Schweizer Herkunft
- Herbert Lang (Zoologe) (1879–1957), deutscher Zoologe
- Herbert Lang (Verleger) (1898–1975), Schweizer Buchhändler und Verleger
- Herbert Lang (Mediziner) (1911–1997), deutscher Chirurg
- Herbert Lang (Ingenieur) (* 1933), deutscher Vermessungsingenieur
- Herbert Lang (Hydrologe) (* 1933), Schweizer Hydrologe und Hochschullehrer
- Herbert Lang (Pfarrer) (* 1936), deutscher Pfarrer und Historiker
- Herbert Lang (Schachspieler) (1941–2018), deutscher Schachspieler
- Hermann Lang (Maler) (1856–1899), deutscher Maler
- Hermann Lang (Bildhauer) (1856–1916), deutscher Bildhauer und Medailleur
- Hermann Lang (Dirigent) (1883–1977), Schweizer Chordirigent und Komponist
- Hermann Lang (Verleger) (vor 1891–1962), deutscher Zeitungsverleger
- Hermann Lang (1909–1987), deutscher Automobilrennfahrer
- Hermann Lang (Mediziner) (1938–2019), deutscher Psychiater und Psychoanalytiker
- Hermann Lang (Fußballspieler) (* 1954), deutscher Fußballspieler
- Hermann Lang (Zahnmediziner) (* 1960), deutscher Zahnmediziner und Hochschullehrer
- Hermine Lang-Laris (1844–1919), österreichische Landschafts-, Blumen- und Stillleben-Malerin
- Hieronymus Lang (um 1520–1582), Schweizer Glasmaler
- Hilde von Lang (1925–2011), deutsche Verlegerin
- Horst Lang (1931–2001), deutscher Fotograf
- Howard Lang (1911–1989), britischer Schauspieler
- Hubert Lang (Diplomat) (* 1946), deutscher Diplomat und Arabist
- Hubert Lang (Künstler) (* 1946), deutscher Künstler
- Hubert Lang (Politiker) (* 1964), österreichischer Politiker (ÖVP)
- Hugo Lang (1892–1967), deutscher Benediktinerabt
- Hugo Lang-Danoli (vor 1877–nach 1927), deutscher Maler und Kunstkritiker

### I
- Ian Lang (* 1940), britischer Politiker (Conservative Party)
- Ignaz von Lang (1768–1831), österreichischer Unternehmer und Philanthrop
- Ingo Lang von Langen (1895–1979), deutscher Verwaltungsjurist und Politiker
- Irénée Lang (1841–1922), deutscher Industrieller und Politiker, MdL
- Irma Lang-Scheer (1901–1986), akademische Malerin
- István Lang (1933–2007), ungarischer Radrennfahrer
- István Láng (1933–2023), ungarischer Komponist

### J
- Jack Lang (Politiker, 1876) (1876–1975), australischer Politiker
- Jack Lang (Footballspieler), US-amerikanischer American-Football-Spieler
- Jack Lang (Journalist) (1921–2007), US-amerikanischer Sportjournalist
- Jack Lang (* 1939), französischer Politiker
- Jacob Lang (1648–1716), schwedischer lutherischer Bischof
- Jakob Lang (Unternehmer) (1822–1892), österreichischer Textilfabrikant
- Jakob Lang (Politiker), deutscher Politiker, MdL Bayern
- Jakob Kirchner-Lang (1864–??), deutscher Unterhaltungskünstler und Intendant
- Jakob Franz Lang (1799–1869), deutscher Pfarrer und Politiker
- James Lang (1851–1929), schottischer Fußballspieler
- Jannis Lang (* 2002), deutscher Fußballspieler
- Jean Lang (1921–2016), französischer Ingenieur und Industriemanager
- Jeffrey Lang, ein Pseudonym von Lang Jeffries (1930–1987), kanadischer Schauspieler
- Jeffrey Lang (Schriftsteller) (* 1954), US-amerikanischer Mathematiker, Hochschullehrer und Schriftsteller
- Jennings Lang (1915–1996), US-amerikanischer Filmproduzent
- Joachim Lang (Rechtswissenschaftler) (1940–2018), deutscher Rechtswissenschaftler
- Joachim Lang (Ingenieur) (* 1960), deutscher Ingenieur und Unternehmer
- Joachim Lang (Politikberater) (* 1967), deutscher Rechtswissenschaftler und Verbandsfunktionär
- Joachim A. Lang (* 1959), deutscher Journalist, Regisseur und Autor
- Joachim-Friedrich Lang (1899–1945), deutscher General
- Jochen von Lang (Joachim von Lang-Piechock; 1925–2003), deutscher Journalist und Autor
- Jörn Lang (* 1978), deutscher Klassischer Archäologe
- Johann Lang (um 1487–1548), deutscher Theologe, Humanist und Reformator, siehe Johann Lange (Theologe)
- Johann Lang (Jurist, 1756) (1756–1829), deutscher Jurist
- Johann Lang (Henker) (um 1884–1938), österreichischer Scharfrichter
- Johann Lang (Zeichner) (1886–1921), Schweizer Schausteller und Zeichner
- Johann Lang (Jurist, 1888) (1888–1961), deutscher Rechtsanwalt
- Johann Lang (Architekt) (1910–1966), deutscher Architekt
- Johann Lang (Attentäter) (1982–2004), deutscher Attentäter
- Johann Andreas Lang (1917–1990), deutscher Trompeter, Pianist und Dirigent
- Johann Anton Lang (1765–1805), deutscher Mathematiker und Geograph
- Johann Baptist von Lang (1736–1821), österreichischer Verwaltungsbeamter
- Johann Baptist Lang (1747–1816), deutscher Orgelbauer, siehe Orgellandschaft Oberschwaben #Orgelbauer in Oberschwaben 1500–1900
- Johann Baptist Láng (Theologe) (1775–1829), ungarischer Theologe
- Johann Baptist Lang (Schauspieler) (1800–1874), österreichischer Schauspieler und Regisseur
- Johann Georg Lang (Komponist) (1722/1724–1798), deutscher Komponist
- Johann Georg Lang (Bildhauer) (1889–1968), deutscher Bildhauer und -schnitzer
- Johann Jacob Lang (Theologe) (1646–1690), deutscher Theologe, Geistlicher und Kirchenlieddichter
- Johann Jacob Lang (Rechtswissenschaftler) (1801–1862), deutscher Rechtswissenschaftler und Hochschullehrer
- Johann Michael Lang (1664–1731), deutscher Theologe, Geistlicher und Hochschullehrer
- Johannes Lang (um 1487–1548), deutscher Theologe, Humanist und Reformator, siehe Johann Lange (Theologe)
- Johannes Lang (Geistlicher) (1583–1618), deutscher Ordensgeistlicher, Abt der Reichsabtei Ochsenhausen
- Johannes Lang (Schneider) (um 1620–??), deutscher Schneider, Gegner der Hexenprozesse
- Johannes Lang (Märtyrer) (1882–1944), russlanddeutscher Geistlicher und Märtyrer
- Johannes Lang (Astrologe) (1899–1967), deutscher Astrologe, Kosmologe und Mathematiker
- Johannes Lang (Mediziner) (1923–2003), deutscher Anatom und Hochschullehrer
- Johannes Lang (Archivar) (* 1970), deutscher Archivar und Heimatpfleger
- Johannes Lang (Filmkomponist) (* 1988), deutscher Filmkomponist
- Johannes Lang (Musiker) (* 1989), deutscher Kirchenmusiker und Kreiskantor
- Jonny Lang (* 1981), US-amerikanischer Musiker
- Josef Lang (Orgelbauer) (1703–1773), deutscher Orgelbauer
- Josef Lang (Verleger) (1834–1898), deutscher Verleger
- Josef Lang (Henker) (1855–1925), österreichischer Scharfrichter
- Josef Lang (Politiker, 1866) (1866–1913), österreichischer Politiker
- Josef Lang (Architekt) (1878–1927), deutscher Architekt
- Josef Lang (Filmproduzent) (1879–1946), Schweizer Filmproduzent
- Josef Lang (Politiker, 1880) (1880–1961), deutscher Gewerkschafter und Politiker (SPD), MdL Preußen
- Josef Lang (Politiker, 1897) (1897–1965), deutscher Landwirt und Politiker (CDU)
- Josef Lang (Politiker, 1902) (1902–1973), deutscher Buchhändler, Widerstandskämpfer und Politiker (SPD)
- Josef Lang (Politiker, 1913) (1913–1971), österreichischer Politiker (ÖVP), Wiener Landtagsabgeordneter
- Josef Lang (Geistlicher) (1920–2007), deutscher Priester und Missionar
- Josef Lang (Bildhauer) (* 1947), deutscher Bildhauer
- Josef Lang (Politiker, 1954) (* 1954), Schweizer Historiker und Politiker (Grüne Alternative)
- Josef Lang-Muff (1920–1998), Schweizer Landwirt, Viehhändler und Verbandsfunktionär
- Josef Adolf Lang (auch Joseph Adolph Lang; 1873–1936), österreichischer Maler und Lithograf
- Josefa Lang (Josephine Lang; 1791–1862), deutsche Schauspielerin
- Joseph Lang (Philologe) (um 1570–1615/1630), deutscher Philologe
- Joseph Lang (Oberamtmann) (1789–1876), badischer Oberamtmann
- Joseph Lang (Maler) (1879–1913), deutscher Maler und Zeichenlehrer
- Joseph Lang (Boxer) (1911–1990), US-amerikanischer Boxer
- Joseph Lang (Fußballspieler) (* 1920), französischer Fußballspieler
- Joseph Lang (Mediziner) (1927–2010), Schweizer Augenarzt
- Joseph-Antoine Lang (1868–1912), französischer Ordensgeistlicher, Apostolischer Vikar von Costa di Benin
- Joseph Gregor Lang (1755–1834), deutscher Pastor, Pädagoge und Kunstmäzen
- Josephine Caroline Lang (1815–1880), deutsche Komponistin und Sängerin
- Josip Lang (1857–1924), kroatischer Geistlicher, Bischof von Alabanda
- Júlia Láng (* 2003), ungarische Eiskunstläuferin
- Julius Lang (1912–1992), deutscher Maler und Zeichner
- June Lang (1917–2005), US-amerikanische Schauspielerin
- Jürg Lang (* 1936), Schweizer Physiker und Hochschullehrer
- Jürgen Lang (* 1943), deutscher Romanist
- Jürgen Lang (Autor) (* 1963), deutscher Autor, Herausgeber und Hörbuchsprecher
- Jürgen P. Lang (* 1964), deutscher Politikwissenschaftler und Publizist
- Justin Lang (1934–2008), deutscher Ordenspriester, Theologie- und Kirchenhistoriker
- Jutta Schmitt-Lang (* 1982), deutsche Politikerin (CDU)

### K
- k.d. lang (* 1961), kanadische Singer-Songwriterin
- Kaj Ulrik Linderstrøm-Lang (1896–1959), dänischer Biochemiker
- Kajo Lang (* 1959), deutscher Schriftsteller
- Kara Lang (* 1986), kanadische Fußballspielerin
- Karel Lang (* 1958), tschechischer Eishockeytorhüter
- Karl Lang (Meteorologe) (1849–1893), deutscher Meteorologe
- Karl Lang (Schauspieler) (1860–nach 1902), deutscher Schauspieler
- Karl Lang (Mediziner, 1900) (1900–1974), deutscher Chirurg
- Karl Lang (Maler) (1911–2003), deutscher Maler und Kunstsammler
- Karl Lang (Unternehmer) (1913–2002), deutscher Druckereibesitzer und NS-Funktionär
- Karl Lang (Tiermediziner) (1920–1991), deutscher Tiermediziner, Lebensmittelhygieniker und Hochschullehrer
- Karl Lang (Politiker, 1920) (1920–2017), deutscher Politiker (NPD), MdL Bayern
- Karl Lang (Politiker, 1929) (1929–2013), deutscher Politiker (CDU), MdL Baden-Württemberg
- Karl Lang (Fotograf) (* 1932), deutscher Fotograf
- Karl Lang (Historiker) (1939–2023), Schweizer Historiker und Archivar
- Karl Lang (Autor) (* 1968), österreichischer Autor, Hochschulprofessor und Industriemanager
- Karl Lang (Tiertrainer) (* 1970), österreichischer Tiertrainer
- Karl Lang (Mediziner, 1977) (* 1977), österreichischer Mediziner, Immunologe und Hochschullehrer
- Karl Lang-Kirnberg († 1976), österreichischer Ethnologe, Mathematikhistoriker und Hochschullehrer
- Karl Anton Lang (1815–1890), deutscher Politiker (Zentrum), MdR
- Karl-Friedrich Lang (1896–nach 1969), Präsident des Zentralverbands des Bäckerhandwerks e. V.
- Karl Georg Herman Lang (1901–1976), schwedischer Zoologe
- Karl Heinrich von Lang (1764–1835), deutscher Historiker und Publizist
- Karl Maria von Lang (1846–1923), österreichischer General
- Katharina Lang (1774–1803), deutsche Sängerin und Theaterschauspielerin
- Katharina Lang (Sportlerin) (* 1993), deutsche Rollstuhlbasketballspielerin
- Katherine Kelly Lang (* 1961), US-amerikanische Schauspielerin
- Kathrin Lang (Biochemikerin) (* 1979), italienische Biochemikerin und Hochschullehrerin
- Kathrin Lang, zeitweiser Name von Kathrin Hitzer (* 1986), deutsche Biathletin
- Kathryn Dawn Lang (* 1961), kanadische Sängerin, siehe k.d. lang
- Katrin Lang (Sportlerin) (* 1982), österreichische Duathletin und Triathletin
- Katrin Lang (Weinkönigin) (* 1999), deutsche Weinkönigin
- Kenneth R. Lang (* 1941), US-amerikanischer Astronom
- Kerry Lang (* 1976), schottische Triathletin
- Klaus Lang (Sänger) (* 1938), deutscher Opernsänger (Bass)
- Klaus Lang (Musikwissenschaftler) (1938–2013), deutscher Musikwissenschaftler; Redakteur und Orchesterreferent des SFB
- Klaus Lang (Politiker) (* 1938), deutscher Politiker (CDU)
- Klaus Lang (Gewerkschafter) (* 1943), deutscher Theologe, Gewerkschafter und Arbeitsdirektor
- Klaus Lang (Komponist) (* 1971), österreichischer Komponist und Musiker
- Konrad Lang (Politiker) (1885–1963), Abgeordneter des Provinziallandtages der Provinz Hessen-Nassau
- Konrad Lang (Biochemiker) (1898–1985), deutscher Biochemiker und Mediziner
- Konrad Lang (Maler) (1933–2014), österreichischer Maler
- Konrad Lang (Komponist) (* 1943), deutscher Philosoph, Mathematiker und Komponist

- Kristin Lang (* 1985), deutsche Tischtennisspielerin
- Kurt Lang (Soziologe) (1924–2019), US-amerikanischer Soziologe und Kommunikationswissenschaftler
- Kurt Lang (Fußballspieler) (* 1959), deutscher Fußballspieler
- Kurt Lang (Ingenieur), früherer Haupttechnologe des VEB Automobilwerke Zwickau, früherer Direktor des Industrieverbandes Fahrzeugbau (IFA)

### L
- Lajos Láng (1849–1918), ungarischer Politiker und Minister
- Lang Lang (* 1982), chinesischer Pianist
- Lars-Uwe Lang (* 1980), deutscher Handballspieler
- Laux Lang († 1528), Anhänger der Täuferbewegung
- Leonhard Lang (Papierhändler) (1843–1928), österreichischer Papierhändler und Wohltäter
- Leonhard Lang (Bildhauer) (1878–1948), deutscher Bildhauer, Maler und Holzschneider
- Leonhard Lang (Verleger) (1884–1966), deutscher Verleger
- Leonhard R. Lang (1944–2017), deutscher Kunstmaler
- Liane Lang (1935–2020), deutsche Politikerin (SED)
- Lilith Lang (1891–1952), österreichische Tänzerin und Grafikerin
- Livia Lang (* 1994), österreichische Synchronschwimmerin
- Lorenz Johann Jakob Lang (1731–1801), deutscher lutherischer Theologe, Dichter, Gymnasialprofessor und Bibliothekar
- Lothar Lang (1928–2013), deutscher Kunsthistoriker
- Lotte Lang (1900–1985), österreichische Schauspielerin
- Lotte Tell-Lang (1907–1994), österreichisch-deutsche Malerin
- Louis Lang (Maler) (1812–1893), deutsch-amerikanischer Maler
- Louis Lang (Unternehmer) (1861–1937), Schweizer Uhrenfabrikant
- Louis Lang (Politiker) (1921–2001), Schweizer Politiker (SP)
- Louise Lang-Hofer (1899–1978), Schweizer Buchhändlerin und Verlegerin
- Ludwig Lang (Politiker) (1765–1849), württembergischer Landtagsabgeordneter
- Ludwig Lang (Maler) (1824–1886), deutscher Maler
- Ludwig Lang (Schauspieler) (1860–nach 1902), deutscher Schauspieler
- Ludwig Lang (Richter) (1861–1938), Präsident des Oberlandesgerichts Darmstadt
- Ludwig Lang (Bibliothekar) (1890–1956), deutscher Bibliothekar
- Ludwig Lang (Kriegsverbrecher) († 1946)
- Ludwig Lang (Fußballspieler) (* 1946), deutscher Fußballspieler
- Lukas Lang (Eishockeyspieler) (* 1986), deutscher Eishockeytorwart
- Lukas Matthias Lang (* 1927), österreichischer Architekt

### M
- Mabel Lang (1917–2010), US-amerikanische Altphilologin, Historikerin und Archäologin
- Magnus Lang, deutscher Lautenbauervor
- Manfred Lang (* 1964), deutscher Theologe
- Mara Lang (* 1970), österreichische Schriftstellerin
- Marc Lang (* 1969), deutscher Schachspieler, siehe Blind-Simultan-Schach
- Marcel Lang (1956–2009), Schweizer Kantor und Sänger (Tenor)
- Margaret Ruthven Lang (1867–1972), US-amerikanische Komponistin
- Margot Lang (1945–2006), deutsche Schriftstellerin, Herausgeberin, Verlegerin und Künstlerin
- Mari Lang (* 1980), österreichische Fernsehmoderatorin
- Maria Lang (1914–1991), schwedische Schriftstellerin
- Maria Lang (Filmemacherin) (1945–2014), deutsche Filmemacherin, Autorin, Filmkuratorin und Feministin
- Marianne Lang (1764–1835), deutsche Schauspielerin, Sängerin (Sopran) und Schauspiellehrerin
- Marianne Lang, Geburtsname von Marianne Lindner (1922–2016), deutsche Schauspielerin
- Marianne Lang (Malerin) (* 1979), österreichische Künstlerin
- Marianne Lang, bekannt als Mari Lang (* 1980), österreichische Journalistin
- Marie Lang (Frauenrechtlerin) (1858–1934), österreichische Frauenrechtlerin und Theosophin
- Marie Lang (Kickboxerin) (* 1986), deutsche Kickboxerin
- Mario Lang (* 1988), österreichischer Rocksänger
- Markus Lang (Diplomat) (* 1961), deutscher Diplomat
- Markus Lang (Musiker) (* 1965), deutscher Organist, Domkantor und Kirchenmusiker
- Markus Lang (* 1976), deutscher Fußballtrainer
- Markus Huber-Lang (* 1968), deutscher Hochschullehrer für Trauma-Immunologie
- Martha Krause-Lang (1912–2016), deutsche Sozialarbeiterin
- Martin Lang (Glasmaler), deutscher Glasmaler
- Martin Lang (Hornist) (1755–1819), deutscher Hornist
- Martin Lang (Autor) (1883–1955), deutscher Literaturhistoriker und Kritiker
- Martin Lang (Philosoph) (1943–2020), deutscher Sprachwissenschaftler, Philosoph und Hochschullehrer
- Martin Lang (Ingenieur) (* 1966), deutscher Ingenieur, Berufspädagoge und Hochschullehrer
- Martin Lang (Kanute) (* 1968), deutscher Kanute
- Martin Lang (Sportreporter) (* 1969), österreichischer Sportreporter
- Martin Lang (Altorientalist) (* 1971), österreichischer Altorientalist
- Martin Lang (Rugbyspieler) (* 1975), australischer Rugby-League-Spieler
- Martin Lang (Fußballspieler) (* 1976), österreichischer Fußballspieler
- Martina Lang (* um 1969), deutsche Triathletin
- Matthäus Lang von Wellenburg (1468–1540), österreichischer Geistlicher, Erzbischof von Salzburg
- Matthias Lang (Regisseur) (* 1986), italienischer Regisseur und Drehbuchautor
- Matthias Lang (Schriftsteller) (1902–1965), deutscher Schriftsteller
- Matthias Lang (Voltigierer) (* 1977), französischer Voltigierer
- Max Lang (Bürgermeister), deutscher Politiker, Bürgermeister von Hockenheim
- Max Lang (Politiker, 1874) (1874–1943), deutscher Politiker (SPD)
- Max Lang (Komponist) (1917–1987), Schweizer Musiker, Komponist und Dirigent
- Max Lang (Regisseur) (* 1982), deutscher Regisseur und Animator
- Max Lang (Ruderer) (* 1987), kanadischer Ruderer
- Max Lang (Gewichtheber) (* 1992), deutscher Gewichtheber
- Maximilian Lang (* 1996), österreichischer Fußballspieler
- Michael Lang (Theologe) (1803–1874), ungarisch-deutscher Theologe und Prediger
- Michael Lang (Papierfabrikant) (1862–1932), deutscher Unternehmer
- Michael Lang (Turner) (1875–1965), US-amerikanischer Leichtathlet und Turner
- Michael Lang (Musikproduzent) (1944–2022), US-amerikanischer Musikproduzent
- Michael Lang (Journalist) (* 1949), Schweizer Publizist und Filmschaffender
- Michael Lang (Mediziner) (* um 1956), österreichischer Arzt und Standespolitiker
- Michael Lang (Eisspeedwayfahrer) (* 1958/1959), deutscher Eisspeedwayfahrer
- Michael Lang (Intendant) (* 1962), deutscher Musiker und Theaterintendant
- Michael Lang (Journalist, 1964) (* 1964), österreichischer Journalist und Chefredakteur
- Michael Lang (Politiker) (* 1965), deutscher Politiker
- Michael Lang (Jurist) (* 1965), österreichischer Jurist, Finanzrechtler und Hochschullehrer
- Michael Lang (Bildhauer) (* 1982), österreichischer Bildhauer und Maler
- Michael Lang (Fussballspieler, 1991) (* 1991), Schweizer Fußballspieler
- Michael Lang (Fußballspieler, 1998) (* 1998), österreichischer Fußballspieler
- Michael Andreas Lang (* 1970), österreichischer Künstler
- Michel Lang (1939–2014), französischer Regisseur
- Michelle Lang (1975–2009), kanadische Journalistin
- Michl Lang (1899–1979), deutscher Schauspieler
- Mike Lang (1941–2022), US-amerikanischer Musiker
- Minna Lang (1891–1959), deutsche Physikerin, Lehrerin und Wissenschaftsjournalistin
- Miriam Lang, deutsche Soziologin und Hochschullehrerin
- Mirko Lang (* 1978), deutscher Schauspieler
- Moritz Lang (1647–1700), deutscher Kupferstecher

### N
- Nadine Lang (Kamerafrau), deutsche Kamerafrau
- Nadine Lang (Tennisspielerin), deutsche Tennisspielerin
- Nándor Láng (auch Ferdinand Láng; 1871–1952), ungarischer Archäologe, Historiker und Klassischer Philologe
- Naomi Lang (* 1978), US-amerikanische Eiskunstläuferin
- Nicolas Lang (* 1990), französischer Basketballspieler
- Niklas Lang (Fußballspieler, 2002) (* 2002), deutscher Fußballspieler
- Niklas Lang (Fußballspieler, 2004) (* 2004), österreichischer Fußballspieler
- Nikolaus Lang (1941–2022), deutscher Künstler
- Noa Lang (* 1999), niederländischer Fußballspieler
- Noah Lang, US-amerikanischer Filmproduzent
- Norbert Lang (Skispringer), tschechoslowakischer Skispringer
- Norbert Lang (Ingenieur) (* 1934), Schweizer Ingenieur, Industrie-Historiker und Autor
- Norbert Lang (Soziologe) (* 1942), deutscher Soziologe und Kommunikationswissenschaftler
- Norbert Lang (Poolbillardspieler) (* vor 1982), deutscher Poolbillardspieler
- Norton Lang (* 1940), US-amerikanischer Physiker

### O
- Odo Lang (1938–2020), Schweizer römisch-katholischer Priester, Benediktiner, Liturgiewissenschaftler
- Oskar Lang (1884–1950), deutscher Ingenieur, Musikschriftsteller und Kunsthistoriker
- Othmar Franz Lang (Pseudonyme Bryan S. Buckingham, Hannes Hofer; 1921–2005), österreichischer Schriftsteller
- Otto Lang (Bildhauer) (1855–1929), deutscher Bildhauer
- Otto Lang (Politiker, 1863) (1863–1936), Schweizer Politiker (SP)
- Otto Lang (Politiker, 1883) (1883–1955), deutscher Politiker (NSDAP), MdL Hessen
- Otto Lang (Schauspieler) (1906–1984), deutscher Schauspieler und Intendant
- Otto Lang (Produzent) (1908–2006), US-amerikanischer Skiläufer, Filmproduzent und -regisseur
- Otto Lang-Wollin (1881–1958), deutscher Maler
- Otto Emil Lang (* 1932), kanadischer Politiker
- Otto Ernst Lang (1908–1945), deutscher Widerstandskämpfer

### P
- Paul Lang (Bibliothekar) (um 1470–nach 1535?), deutscher Ordensgeistlicher und Bibliothekar
- Paul Lang (Pfarrer) (1846–1898), deutscher Pfarrer und Schriftsteller
- Paul Lang (Autor) (1894–1970), Schweizer Schriftsteller, Publizist, Bühnenautor und Kritiker
- Paul Lang (Radsportler) (* 1991), österreichischer Radsportler
- Paul Lang-Kurz (1877–1937), deutscher Maler und Kunsthandwerker
- Paul Friedrich von Lang (1815–1893), deutscher Theologe und Superintendent
- Paul Henry Lang (1901–1991), US-amerikanischer Musikwissenschaftler
- Peter Lang (Architekt, um 1854) (um 1854–1916), deutscher Architekt und Bauunternehmer
- Peter Lang (Architekt, II), deutscher Architekt
- Peter Lang (Schauspieler) (1859–1932), US-amerikanischer Stummfilmschauspieler
- Peter Lang (Politiker) (1878–1954), deutscher Politiker (Zentrum)
- Peter Lang (Verleger) (1928–2001), Schweizer Buchhändler und Verleger
- Peter Lang (Pianist) (* 1946), österreichischer Pianist
- Peter Lang (Gitarrist) (* 1948), amerikanischer Fingerstyle-Gitarrist
- Peter Lang (Politiker, 1950) (* 1950), kanadischer Politiker (Liberal Party)
- Peter Lang (Galerist) (1958–2014), deutscher Galerist und Kulturwissenschaftler
- Peter Lang (Schwimmer) (* 1958), deutscher Schwimmer
- Peter Lang (Segler, 1963) (* 1963), deutscher Segler
- Peter Lang (Dirigent) (* 1964), österreichischer Dirigent und Chorleiter
- Peter Lang (Maler) (* 1965), deutscher Maler
- Peter Lang (Richter), deutscher Richter
- Peter Lang (Segler, 1989) (* 1989), dänischer Segler
- Peter Helmut Lang (* 1974), deutscher Pianist und Komponist
- Peter Redford Scott Lang (1850–1926), schottischer Mathematiker
- Petra Lang (* 1962), deutsche Sängerin
- Philipp Lang (Hofbeamter) (um 1560–um 1609), Kammerdiener von Kaiser Rudolf II.
- Philipp von Lang (1768–1845), österreichischer Generalmajor
- Philipp Lang (Sänger) (auch Fülöp Lang; 1838–1900), österreichisch-ungarischer Sänger (Bariton)
- Pierre Lang (Journalist) (1921–2009), Schweizer Tierjournalist
- Pierre Lang (Politiker) (* 1947), französischer Politiker

- Lang Ping (* 1960), chinesische Volleyballspielerin und -trainerin
- Pirmin Lang (* 1984), Schweizer Radrennfahrer

### R
- Rachel Lang (* 1984), französische Drehbuchautorin und Filmregisseurin
- Raimund Lang (Politiker) (1895–1976), deutscher Politiker (BP), MdL Bayern
- Raimund Lang (Schauspieler) (* 1951), österreichischer Schauspieler, Moderator, Synchronsprecher und Studentenhistoriker
- Rainhart Lang (* 1953), deutscher Wirtschaftswissenschaftler
- Regina Lang, Ehename von Regina Hitzelberger (1788–1827), deutsche Opernsängerin (Sopran)
- Regina Lang, Geburtsname von Regina Relang (1906–1989), deutsche Modefotografin
- Rein Lang (* 1957), estnischer Politiker
- Reinhold W. Lang (* 1954)  österreichischer Kunststofftechniker, Wissenschaftler und Hochschullehrer
- Reinhold Lang (Autor) (* 1955), deutscher Autor und Fotograf
- Ricarda Lang (* 1994), deutsche Politikerin (Bündnis 90/Die Grünen)
- Richard Lang (Geologe) (1882–1935), deutscher Geologe
- Richard Lang (Regisseur) (1939–1997), US-amerikanischer Fernseh- und Filmregisseur
- Richard Lang (Programmierer) (* 1956), britischer Schachprogrammierer
- Richard Lang (Radsportler) (* 1989), australischer Radrennfahrer
- Richard Lang-Heilbronn (1861–1963), deutscher Maler
- Rikard Lang (1913–1994), kroatischer Ökonom und Jurist
- Robert Lang (Geistlicher) (1656–1730), Abt von Neukloster
- Robert Lang (Cricketspieler) (1840–1908), englischer Cricketspieler
- Robert Lang (Volkssänger) (1873–1935), deutscher Volkssänger
- Robert Lang (Schwimmer) (* 1984), britischer Schwimmer
- Robert Lang (Politiker) (1866–1955), deutscher Bürgermeister und Politiker
- Robert Lang (Radsportler) (1917–1997), Schweizer Radrennfahrer
- Robert Lang (General) (1921–2010), österreichischer General
- Robert Lang (Schauspieler) (1934–2004), britischer Schauspieler
- Robert Lang (Fußballspieler) (* 1956), österreichischer Fußballspieler
- Robert Lang (Künstler) (* 1958), deutscher Künstler
- Robert Lang (Musikpädagoge) (* 1968), deutscher Hochschullehrer für Musikpädagogik
- Robert Lang (Eishockeyspieler) (* 1970), tschechischer Eishockeyspieler
- Robert E. Lang (1959–2021), US-amerikanischer Stadtforscher
- Robert J. Lang (* 1961), US-amerikanischer Physiker und Origami-Theoretiker
- Roland Lang (Politiker) (1938–2012), deutscher Politiker (SPD)
- Roland Lang (Schriftsteller) (* 1942), deutscher Schriftsteller
- Rolf Lang (Maler) (1891–1948), deutscher Maler und Kunstpädagoge
- Rolf Lang (Uhrenbauer) (* 1948), deutscher Uhrmachermeister und Restaurator
- Ronnie Lang (* 1927), US-amerikanischer Jazz- und Studiomusiker
- Rosemarie Lang (Schauspielerin) (1922–1996), deutsche Schauspielerin und Hörspielsprecherin
- Rosemarie Lang (Sängerin) (1947–2017), deutsche Sängerin (Mezzosopran)
- Rudolf Lang (Maler) (1812–1884), österreichisch-ungarischer Maler
- Rudolf Lang (Kaufmann) (1862–1929), Schweizer Kaufmann
- Rudolf Lang (Offizier) (1889–??), deutscher Fliegeroffizier
- Rudolf Lang (Eiskunstläufer), österreichischer Eiskunstläufer
- Rudolf Lang (Fußballspieler) (* 1950), österreichischer Fußballspieler

### S
- Sabina Lang (* 1972), Schweizer Künstlerin, siehe Lang/Baumann
- Sabrina Lang (Moderatorin) (* 1987), deutsche Radiomoderatorin und Journalistin
- Sabrina Lang (Fußballspielerin) (* 1989), deutsche Fußballtorhüterin
- Salome Lang (* 1997), Schweizer Hochspringerin
- Saskia Lang (* 1986), deutsche Handballspielerin
- Sebastian Lang (* 1979), deutscher Radrennfahrer
- Sebastian Lang-Lessing (* 1966), deutscher Dirigent
- Serge Lang (Journalist) (1920–1999), französischer Sportjournalist
- Serge Lang (1927–2005), US-amerikanischer Mathematiker
- Siegfried Lang (1887–1970), Schweizer Dichter und Übersetzer
- Siegfried Lang (Komponist) (* 1919), österreichischer Komponist und Texter
- Sigrun Lang (* 1939), deutsche Architektin und Politikerin
- Simon Lang (* 1980), deutscher Koch
- Simone Lang (Eiskunstläuferin) (* 1971), deutsche Eiskunstläuferin
- Simone Lang (Politikerin) (* 1971), deutsche Politikerin (SPD)
- Slobodan Lang (1949–2016), kroatischer Mediziner und Politiker
- Stefan Lang (Fußballspieler) (* 1966), deutscher Fußballspieler
- Stefan Lang (Statistiker) (* 1970), deutscher Statistiker
- Stefan Lang (Skispringer) (* 1989), deutscher Skispringer
- Steffen Lang (* 1993), deutscher Fußballspieler
- Stephan Noel Lang (* 1958), deutscher Pianist, Komponist und Textdichter
- Stephen Lang (* 1952), US-amerikanischer Schauspieler
- Steven Lang (* 1987), Schweizer Fußballspieler
- Sunny Lang (1923–1979), Schweizer Jazzmusiker
- Susanne Lang (Kunsthistorikerin) (1907–1995), österreichisch-britische Kunst- und Architekturhistorikerin
- Susanne Lang (Fechterin) (* 1967), deutsche Fechterin
- Susanne Lang, Geburtsname von Susanne Maria Schwarz (* 1986), deutsch-schweizerische Pianistin und Klavierpädagogin
- Sven Lang (* 1962), deutscher Leichtathletiktrainer

### T
- T. J. Lang (Thomas John Lang; * 1987), US-amerikanischer American-Football-Spieler
- Theo Lang (* 1953), österreichischer Architekt
- Theobald Lang (Musiker) (1783–1839), deutscher Geiger
- Theobald Lang (Mediziner) (1898–1957), deutscher Psychiater, Erbbiologe und Rassenhygieniker
- Theodora Lang (1855–1935), dänische Reformpädagogin und Frauenrechtlerin
- Theodor Lang (Theologe) (1870–1931), deutscher reformierter Theologe und Herausgeber
- Theodor Lang (Maler) (* 1952), US-amerikanischer in Japan tätiger Maler deutscher Herkunft
- Thierry Lang (* 1956), Schweizer Jazzmusiker
- Thomas Lang (Chorleiter) (* 1958), deutscher Chorleiter
- Thomas Lang (Schauspieler) (* 1958), deutscher Schauspieler
- Thomas Lang (Schriftsteller) (* 1967), deutscher Schriftsteller
- Thomas Lang (Schriftsteller, 1968) (* 1968), deutscher Schriftsteller
- Thomas Lang (Schlagzeuger) (* 1967), österreichischer Schlagzeuger
- Thomas Lang (Politiker) (* 1973), deutscher Politiker (FW), Bürgermeister von Lauf an der Pegnitz
- Thomas Lang (Leichtathlet) (* 1975), deutscher Ultraläufer
- Thomas Lang-von Wins (1963–2012), deutscher Psychologe und Hochschullehrer
- Thomas John Lang (* 1987), US-amerikanischer Footballspieler, siehe T. J. Lang
- Thusnelda Lang-Brumann (1880–1953), deutsche Lehrerin und Politikerin (BVP, CSU), MdR
- Toni Lang (* 1982), deutscher Biathlet und Skilangläufer
- Torsten Lang (* 1973), deutscher politischer Beamter (SPD)

### U
- Ulrich Lang (1933–2018), deutscher Pädagoge und Politiker (SPD)
- Undine Lang (* 1974), österreichische Psychiaterin und Psychotherapeutin
- Urs Lang (Mathematiker) (* 1964), Schweizer Mathematiker
- Urs Lang-Kurz (1909–1998), deutsche Modefotografin
- Ute Cantera-Lang (* 1974), deutsche Übersetzerin
- Utto Lang (Georg Lang; 1806–1884), deutscher Ordensgeistlicher, Abt von Metten
- Uwe Lang (Herausgeber) (1943–2025), deutscher Autor, Vermögensverwalter und Herausgeber
- Uwe Lang (Mediziner) (1957–2019), deutscher Gynäkologe und Hochschullehrer
- Uwe Lang (Rennfahrer) (* 1964), deutscher Autorennfahrer
- Uwe Michael Lang (* 1972), deutscher Priester

### V
- Valérie Lang (1966–2013), französische Schauspielerin
- Valter Lang (* 1958), estnischer Archäologe
- Viktor von Lang (1838–1921), österreichischer Physiker
- Viktor Lang (Politiker), Politiker, MdL Schlesien
- Viktor Lang (Generalleutnant) (1892–1972), deutscher Generalleutnant
- Vincenz Lang (auch Vincentius Longinus Eleutherius; † 1503), deutscher Humanist und Dichter
- Volker Lang (* 1964), deutscher Künstler

### W
- Walter Lang (Musiker, 1896) (1896–1966), Schweizer Komponist und Pianist
- Walter Lang (Regisseur) (1896–1972), US-amerikanischer Filmregisseur
- Walter Lang (Fußballspieler) (1925–2016), deutscher Fußballspieler und -trainer
- Walter Lang (Botaniker) (1937–2020), deutscher Lehrer und Botaniker
- Walter Lang (Archäologe) (* 1937), deutscher Archäologe
- Walter Lang (Jurist) (* 1943), deutscher Jurist und Richter
- Walter Lang (Musiker, 1961) (1961–2021), deutscher Pianist und Komponist
- Walther Lang (Jurist) (1874–1946), deutscher Jurist
- Walther K. Lang (Musiker) (* 1957), Schweizer Jazzmusiker
- Walther K. Lang (Kunsthistoriker) (* 1963), deutscher Kunsthistoriker
- Werner Lang (Geodät) (1885–1945), Schweizer Geodät
- Werner Lang (Mediziner) (1920–2017), deutscher Infektions- und Tropenmediziner sowie Hochschullehrer
- Werner Lang (Ingenieur) (1922–2013), deutscher Ingenieur und Automobilkonstrukteur
- Werner Lang (Fußballspieler) (1924–1999), deutscher Fußballspieler
- Werner Lang (Grafiker) (1933–2005), deutscher Maler und Grafiker
- Werner Lang (Mediziner, 1957) (* 1957), deutscher Gefäßchirurg und Hochschullehrer
- Werner Lang (Architekt) (* 1961), deutscher Architekt und Hochschullehrer
- Wilfried J. Lang (1936–2013), deutscher Künstler
- Wilhelm Lang (Orgelbauer) (1794–1858), deutscher Orgelbauer
- Wilhelm Lang (Buchbinder) (1819–1895), deutscher Buchbinder und Mäzen
- Wilhelm Lang (Schriftsteller) (1832–1915), deutscher Schriftsteller und Publizist
- Wilhelm Lang (Politiker) (1839–1915), deutscher Politiker (Württembergische Volkspartei)
- Wilhelm Lang (Oberamtmann, 1852) (1852–1912), württembergischer Oberamtmann
- Wilhelm Lang (Gartenbauingenieur) (1858–vor 1924), deutscher Gartenbauingenieur
- Wilhelm Lang (Agrarwissenschaftler) (1876–1938), deutscher Agrarwissenschaftler
- Wilhelm Ludwig Friedrich Lang (1821–1884), deutscher Verwaltungsbeamter und Parlamentarier
- Willi Lang (Maler) (1908–1985), deutscher Maler und Grafiker
- Willi Lang (Tischtennisspieler), deutscher Tischtennisspieler
- Willi Lang (Volkskundler) (* 1926), sudetendeutscher Volkskundler und Restaurator
- William Henry Lang (1874–1960), britischer Paläobotaniker
- Willy Lang (Zeichner) (1892–1972), sudetendeutscher Zeichner und Grafiker, Lehrer und Erzähler
- Willy Lang (1945–2025), deutscher Fußballtorwart
- Wolfgang Lang (Geistlicher) (1586–1663), deutscher Pfarrer
- Wolfgang Lang (Ingenieur) (1946/1947–2014), deutscher Ingenieur und Verkehrsmanager
- Wolfgang Lang (Wirtschaftsinformatiker) (* vor 1966), deutscher Wirtschaftsinformatiker und Hochschullehrer
- Wolfgang Huber-Lang (* 1963), österreichischer Dramaturg und Kulturjournalist